# Badanie Aktywności Ekonomicznej Ludności
Ten artykuł należy dopracować:

przedstawiono sytuację tylko z polskiej perspektywy – artykuł powinien być przekrojowy.
Pomóż go poprawić. Na stronie dyskusji mogą znajdywać się pomocne komentarze.
Badanie Aktywności Ekonomicznej Ludności (BAEL) – prowadzone od maja 1992 r. zgodnie z metodyką Międzynarodowej Organizacji Pracy co kwartał przez Główny Urząd Statystyczny badanie polegające na ankietowaniu ogólnopolskiej próby gospodarstw domowych. Jest to specyficzne badanie panelowe, w którym w każdej kolejnej fali badania wymieniana jest 1/4 składu próby (tzw. panel rotacyjny).
Badanie zgodne z metodyką Międzynarodowej Organizacji Pracy zapewnia porównywalność uzyskanych danych w skali międzynarodowej. Badania dotyczą reprezentatywnej próby osób w wieku 15 i więcej lat. W trakcie BAEL zostaje ustalona liczba osób aktywnych zawodowo, równa sumie pracujących i bezrobotnych. Wyszczególniona jest również grupa biernych zawodowo czyli osoby nie są zatrudnione i jednocześnie nie poszukują pracy. W 2019 roku odsetek osób biernych zawodowo w Polsce wynosił 16.4%. 
Zgodnie z metodyką BAEL pracującymi są osoby, które w badanym tygodniu co najmniej przez 1 godzinę wykonywały pracę zarobkową, tzn. prowadziły własną działalność gospodarczą, były zatrudnione w charakterze pracownika najemnego na podstawie stosunku pracy, pomagały bez umownego wynagrodzenia w prowadzeniu rodzinnej działalności gospodarczej lub uczyły się zawodu otrzymując wynagrodzenie. Osoby, które akurat nie pracowały z powodu urlopu, choroby lub innych powodów (do 3 miesięcy lub powyżej 3 miesięcy przy równoczesnym otrzymywaniu co najmniej 50% wynagrodzenia) również są zaliczane do pracujących.
Aby osoba została uznana za bezrobotną według BAEL, musi spełniać następujące warunki łącznie:
- być w wieku 15-74 lata,
- nie pracować w okresie badanego tygodnia,
- aktywnie poszukiwać pracy (konkretne działania w okresie 4 tygodni przed badaniem, wliczając w to tydzień badania),
- być gotowa do podjęcia pracy w ciągu dwóch tygodni po przeprowadzeniu badania.

Do bezrobotnych zalicza się także osoby, które znalazły pracę, czekają na jej rozpoczęcie (do 3 miesięcy) i jednocześnie deklarowały chęć jej podjęcia.